# Julieta Vallina
Julieta Isabel Vallina (La Plata, 3 de mayo de 1972-Buenos Aires, 13 de junio de 2022) fue una actriz de cine, teatro y televisión, y docente de teatro argentina.

## Carrera
Se crio en La Plata junto a su madre Elina y su padre, el reconocido cineasta, crítico y docente de la Universidad Nacional de la Plata, Carlos Vallina. Sus primeros pasos en el arte se dieron dentro del campo del dibujo y la pintura. Cursó la carrera de Artes visuales en la Facultad de Bellas Artes de la Universidad Nacional de La Plata, y a la par hizo la carrera de Formación Actoral y Magisterio Teatral en la Escuela de Teatro de La Plata.
Luego de sus estudios se instaló en la localidad de Tigre para trabajar como titiritera, actriz y, a veces, bailarina en el Parque de la Costa, una tarea que al comienzo no le gustaba mucho citar pero de la cual, después, se sintió orgullosa. 
Comenzó a trabajar en teatro en la década de 1990, medio en el cual trabajó en más de cincuenta de obras, entre las que se incluyen los títulos Moluco dirigida por Quico García, Lo escucho, Los vecinos de arriba, Como el culo, Electra Shock, Papá querido, Macbeth, El nervio óptico, El pan de la locura, Mujeres soñaron caballos, El pasado es un animal grotesco, El reñidero, Fetiche, y Un hombre que se ahoga.
También incursionó en el cine, en películas como El delantal de Lili (2003) de Mariano Galperín, El custodio (2006) de Rodrigo Moreno, El pasado (2007) de Héctor Babenco, Mujeres elefante (2007) de Israel Adrián Caetano y José María Muscari, Tiro de gracia (2013) de Nicolás Lidijover, El fútbol o yo (2017) de Marcos Carnevale, El Potro, lo mejor del amor (2018) de Lorena Muñoz y Amor de película (2019) de Sebastián Mega Díaz. Su última participación fue en La extorsión, que se estrenó diez meses después de su fallecimiento.
A su vez tuvo amplio rol como docente, preparadora actoral y actriz publicitaria. Como docente, brindó clases de actuación en estudios privados, y clases de teatro, expresión corporal y plástica en escuelas públicas de La Plata, Tigre y San Fernando.
En diversas oportunidades fue nominada a los Premios ACE, Premios Florencio Sánchez, Teatro del Mundo y Premios Clarín.

## Vida personal
Estuvo en pareja con el actor y dramaturgo Guillermo Arengo con quien tuvo una única hija llamada Adela Pilar, nacida en 2006.

## Fallecimiento
Falleció el 13 de junio de 2022 en la ciudad de Buenos Aires a los 50 años víctima de un cáncer, según comunicó la Asociación Argentina de Actores y Actrices, entidad a la que estuvo afiliada desde 1998. Sus restos fueron velados en el barrio porteño de Palermo, y descansan en el Panteón de la Asociación Argentina de Actores y Actrices del Cementerio de la Chacarita. Entre los famosos que la despidieron estuvieron presentes Florencia Peña, Juan Palomino, Luis Ziembrowski, Daniel Fanego, Juan Minujín, Joaquín Furriel, Mercedes Scápola, Javier Daulte, Muriel Santa Ana, Paola Krum, Gabo Correa, Noralih Gago, Melina Petriella, y Alejandra Flechner.

## Filmografía

### Cine
| Año  | Título                        | Personaje        | Notas                    |
| ---- | ----------------------------- | ---------------- | ------------------------ |
| 2023 | La extorsión                  | Nadia Akerman    |                          |
| 2019 | Amor de película              | Victoria         |                          |
| 2018 | El Potro, lo mejor del amor   | Tía de Rodrigo   |                          |
| 2018 | El año del león               | Mónica           |                          |
| 2018 | La flor                       | Dra. Milímetro   | Episodio IV              |
| 2018 | Aterrados                     | Alicia Pérez     |                          |
| 2017 | Todo lo que veo es mío        | Sandra           |                          |
| 2017 | El fútbol o yo                | Liliana          |                          |
| 2016 | El muerto cuenta su historia  | Eri              |                          |
| 2015 | La intrusa                    | Vanesa           | Cortometraje             |
| 2013 | Tiro de gracia                | Almendra         |                          |
| 2012 | La guerra del cerdo           | Malvina          |                          |
| 2011 | Vaquero                       | Florencia        |                          |
| 2009 | La ciudad de tu destino final | Dama del autobús | Película estadounidense  |
| 2007 | Mujeres elefante              | Nora             | Película para televisión |
| 2007 | El pasado                     | Isabel           |                          |
| 2006 | El custodio                   | Ángela           |                          |
| 2003 | El delantal de Lili           | Claudia          |                          |

### Televisión
| Año       | Título                         | Personaje                          | Notas                              |
| --------- | ------------------------------ | ---------------------------------- | ---------------------------------- |
| 2022      | El fin del amor                | Marcela                            | Episodio 6: "El mercado del deseo" |
| 2022      | Santa Evita                    | Ana "Anita"                        |                                    |
| 2019      | Tu parte del trato             | Pamela                             |                                    |
| 2017      | La fragilidad de los cuerpos   | Patricia                           |                                    |
| 2017      | Quiero vivir a tu lado         | Gabriela Ventura                   |                                    |
| 2016      | Loco por vos                   | Eliana                             |                                    |
| 2015      | El mal menor                   | Julia                              | Episodio 8: "Joaquin y Crescencio" |
| 2015      | La casa                        | Clara                              | Episodio 2: "1935: Despedida"      |
| 2015      | Bs. As. bajo el cielo de Orión | Mujer misteriosa                   |                                    |
| 2015      | Según Roxi                     | Miriam                             |                                    |
| 2015      | La verdad                      | Laura García                       |                                    |
| 2013      | Televisión por la justicia     | Graciela de Kuhn                   | Episodio 1: "Se presume inocente"  |
| 2012-2013 | Tiempos compulsivos            | Clara Arismendi                    |                                    |
| 2012      | El donante                     | Malena                             |                                    |
| 2012      | El pueblo del Pomelo Rosado    | Mariela Montero                    |                                    |
| 2011      | Adictos                        | Mariana Aguirre                    | Episodio 3: "Juego"                |
| 2009-2010 | Botineras                      | María Posse                        |                                    |
| 2008      | Vidas robadas                  | Belén Kempes                       |                                    |
| 2004      | Padre Coraje                   | Recepcionista del Hotel Tres Reyes | Episodios 115 y 116                |
| 2002-2003 | Son amores                     | Fan de "El rey sol"                |                                    |

## Teatro
- Moluco
- Monteverdi, método bélico (con el grupo el grupo El Periférico de Objetos)
- Lo escucho
- Los vecinos de arriba
- Como el culo
- Electra Shock
- Papá querido
- Macbeth
- El nervio óptico
- El pan de la locura
- Mujeres soñaron caballos
- El pasado es un animal grotesco
- El reñidero
- Fetiche con Edda Bustamante, Hilda Bernard, María Fiorentino, Mariana A. y Carla Crespo.
- Un hombre que se ahoga
- Espía a una mujer que se mata
- El comité de Dios
- Belleza cruda
- Cuando vuelva a casa voy a ser otro
- Inspiratio
- Bálsamo
- Triste Golondrina Macho
- Vacaciones en la Oscuridad
- 4D Óptico
- El desierto entra en la ciudad
- La Comedia de las Equivocaciones
- Antígona linaje de Hembras
- El suicidio, Apócrifo 1